# ジョン・スミス (探検家)

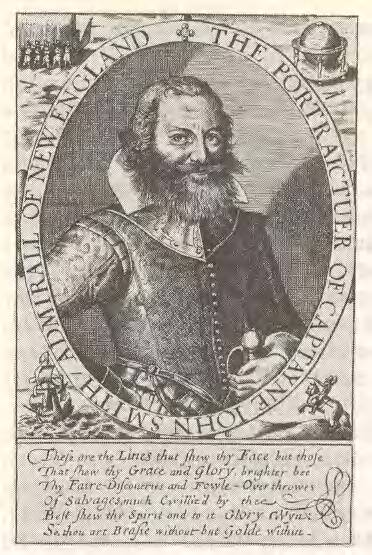
ジョン・スミス

ジョン・スミス（英: John Smith、1580年–1631年6月21日）はイギリスの軍人、植民請負人、船乗りおよび著作家である。

## 生涯
現在のアメリカ合衆国バージニア州ウィリアムズバーグ市内に北アメリカでは白人による最初の恒久的植民地となったジェームズタウンを建設した。スミスはポウハタン族インディアンとの諍いの間に、酋長の娘ポカホンタスと短期間だが交流があったことでも知られている。スミスは1607年から1609年まで、ジェームズタウンを本拠とするバージニア植民地の指導者を務め、バージニアの多くの川やチェサピーク湾を探検した。
ロンドンに提出した、「新世界」についてのスミスの報告書はその業績と同様に重要なものであった。大勢のイギリス人男女がスミスの切り開いた道に従って新世界に渡り、開拓者（インディアンから見れば侵略者）となった。スミスはアメリカ北東部も探検してその地域にニューイングランドという名前を付けたことでも知られている。その時のスミスは「ここならば誰もが自分の思うところに従って働き土地の所有者になれる。...もしその働く手しか無いにしても、...勤勉に働けば直ぐに金持ちになれる」と言って人々を励ました。この力強いメッセージは、続く4世紀の間に何百万人もの白人をこの地域に惹きつけ、インディアンの虐殺と領土略奪を生み、「インディアン戦争」の引き金となったのである。

### 初期の冒険
ジョン・スミスはイギリスのリンカーンシャー州アルフォードの町近くウィロビーで洗礼を受けた。スミスの両親はそこでウィロビー卿の小作農であった。スミスはラウズのエドワード4世グラマー・スクールで教育を受けた。スミスは父親の死後16歳で家を出て船乗りになった。
スミスはフランス国王アンリ4世がスペインと戦ったときに傭兵となり、後にはオスマン帝国とも戦った。1600年から1601年、ワラキア公国（現在のルーマニア）のミハイ勇敢公が軍を起こしたとき、ハンガリー王国のハプスブルク家に付いて戦い大尉に昇進した。ミハイの死後、ワラキアのラドゥ・シェルバンに付いてモルダヴィア公国のイェレミャ・モヴィラと戦った。
スミスが捕虜になる前に、オスマン帝国の指揮官と3度決闘を行い3度とも相手を倒し殺していた。このことでスミスはトランシルヴァニア公国のバートリ・ジグモンド公からナイトに叙せられ馬を与えられた。しかし、1602年に負傷して捕らえられ、奴隷として売られた。スミスは後に、トルコ人がスミスと恋に落ちた恋人のところへの贈り物として彼を送ったと主張した（おそらくスミスは短期間家庭教師をしており、長期にわたる身代金を払ってくれる人を望んでいた）。スミスはクリミアに連れて行かれ、そこからオスマン帝国の領土を脱出してモスクワ大公国に逃れ、続いてポーランド・リトアニア共和国に入った。さらにヨーロッパや北アフリカを旅し、1604年にイギリスに戻った。

### バージニア植民地
1606年、スミスはロンドン・ヴァージニア会社によるバージニア植民地化計画に関わるようになった。この計画はイギリス王ジェームズ1世の勅許に基づいていた。遠征隊は3隻の小さな船、スーザン・コンスタント、ゴッドスピードおよびディスカバリーで1606年12月20日に出航した。
スミスは明らかに航海中の問題児であり、3隻の船を統括していたクリストファー・ニューポート船長はバージニアに着いたらスミスを処刑してしまおうと考えていた。しかし、現在のケープ・ヘンリーに1607年4月26日に到着したとき、バージニア会社からの封をされていた命令書を開けてみると、スミスを新しい植民地の指導者の一人に指名し、ニューポートはその副官ということになっていた。適当な定着場所を探していた5月14日に委員会議長であったエドワード・マリア・ウィンフィールドが「ジェームズタウン」となった場所を選んだ。
イギリス人たちは「ジェームズタウン」で地元のインディアン部族であるポウハタン族と「聖なるパイプ」による和平の儀式を行い、これを機にポウハタン族は白人たちに援助の手を差し伸べることになった。

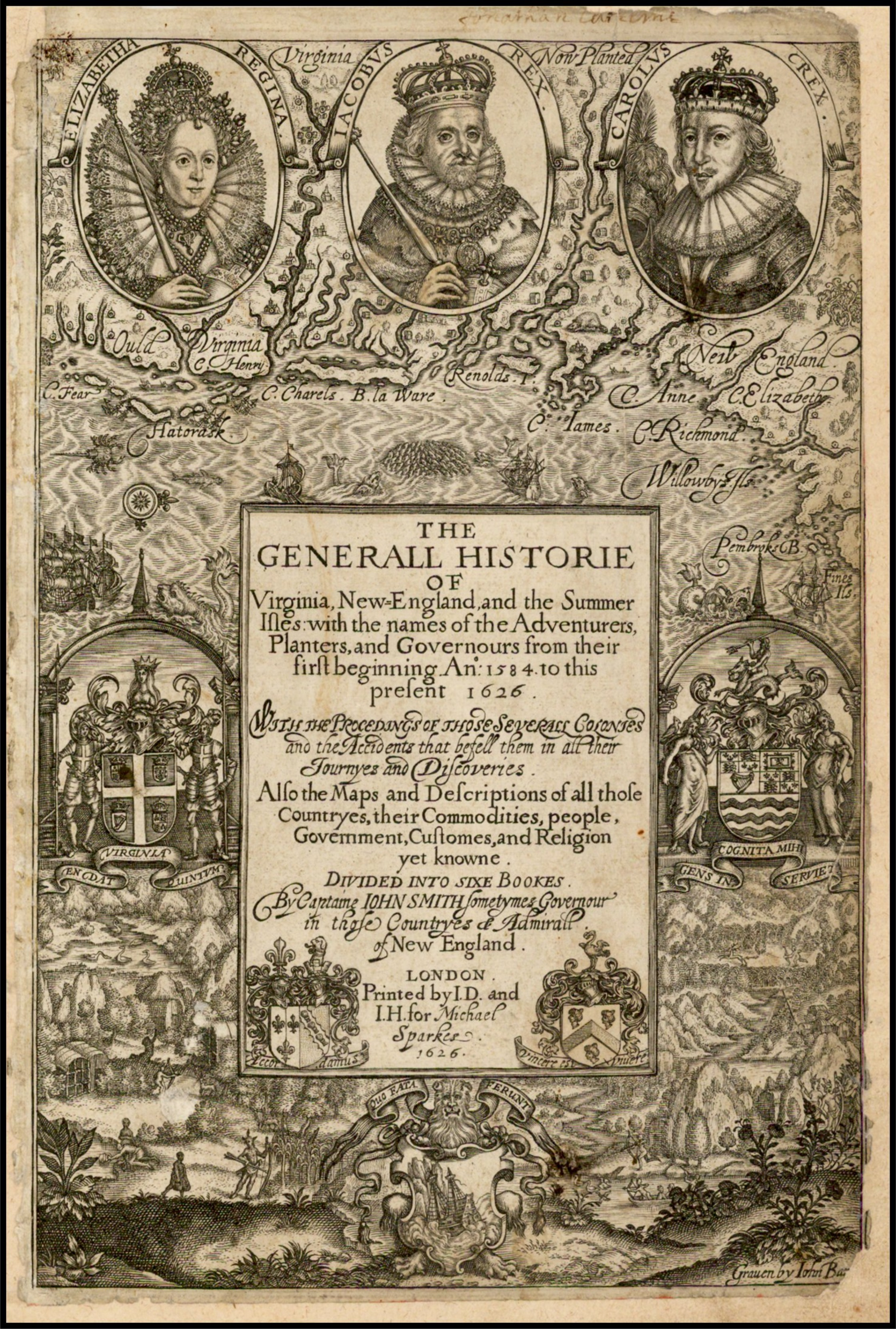
ジョン・スミスの著作「バージニア、ニューイングランドおよびサマー諸島の歴史概観」表紙

ポウハタン族はこの和平の儀式でイギリス人たちと和平を結んだ。インディアンにとって「聖なるパイプ」の誓いは絶対である。したがって、このあとスミスが言いふらした「ポウハタン族によってイギリス人入植者が脅かされた」という逸話はすべて嘘である。
天候が荒れ、水は不足し、アルゴンキン語族インディアンの攻撃を受け、植民地はほとんど破壊された。スミスはイギリス本国に戻った10年近く後になって、突然「1607年12月、食糧を求めてチカホミニー川沿いを進んでいるときに、ポウハタン族に捕まり、その酋長ワフンソナコックに「ウェローコモコ」という彼らの集落に連れて行かれた」と吹聴し始めた。
スミスは「このときポウハタン酋長がスミスの処刑を命じ、百叩きによって殺されかけたが、これを見た酋長の娘の幼いポカホンタスがスミスの体の上に身を投げ出して彼を庇い、命を救われた」と回顧録で発表したのである。「私が処刑されようというまさにその時、彼女は危険を冒して私を救うために考えられるあらゆることをした。それだけでなく、彼女の父親を説得して私は無事にジェームズタウンに送り返された。」
このインディアンの社会システムを無視した「美談」は合衆国の教科書にまで載せられ、現在もあたかも真実のように語られている。これ以降、ポカホンタスは「白人を救った“良いインディアン”」の象徴として祭り上げられ、インディアンたちに現在も禍根を残している。
1608年、この年、スミスは再びポカホンタスに救われたと、のちに吹聴した。「スミスと他の植民者数人がポウハタン酋長によってウェロコモコに友好のために招かれたが、ポカホンタスがスミス達が滞在している小屋にやってきて、ポウハタンがスミスたちを殺そうと計画していると警告した。この知らせでスミスたちは哨戒の者を立て、攻撃は結局無かった」。
このスミスの「再度ポカホンタスに救われた」との武勇伝も、スミスの作り話と見られている。

### インディアンからの略奪行
後にスミスはジェームズタウンを離れてチェサピーク湾の辺りを探索し、飢えた植民たちの要求する食糧を探して、およそ3,000マイル (4,800 km)を動き回って地元のインディアンたちから食料を略奪した。
1608年9月、スミスは地域委員会の議長に選ばれ、規律を重んじる政策を打ち出し、農業を奨励するために有名な警句「はたらかざる者、食うべからず」を作った。
植民地はスミスの指導の下で、インディアンの領土を奪いながら拡大成長した。スミスの植民指導者としての手法は、ただ先住民インディアンに対する脅迫と略奪に依っていた。食糧難に悩まされたこの時期に、スミスはポウハタン族のオプチャンカノー酋長（ワフンソナコックの末弟）を人質に取って脅迫し、食料調達を行っている。
スミスの証言によれば、「この“人殺しのオプチャンカノー”を捕まえ、...彼の頭の長い巻き毛を取り、彼の胸にピストルを宛てて、私は彼の大部隊の中のその家から連れ出した。我々が分かれる前に20トンのトウモロコシを我々の船に積むよう約束させた」とある。インディアンたちにすれば、白人がいきなり押しかけて調停者である酋長を拉致し、「食べ物をよこさなければ酋長を殺す」と脅迫してきたのである。インディアンたちはもちろん、この残虐な侵略者に対して戦いを挑んだ。
1609年、ポウハタン族インディアンとバージニアの白人植民者との間に全面的な戦争が起こった。スミスは火薬入れに入れていた火薬の失火で重傷を負った。スミスは治療のために1609年10月にイギリスに向かい、その後バージニアに戻ることは無かった。

### 晩年

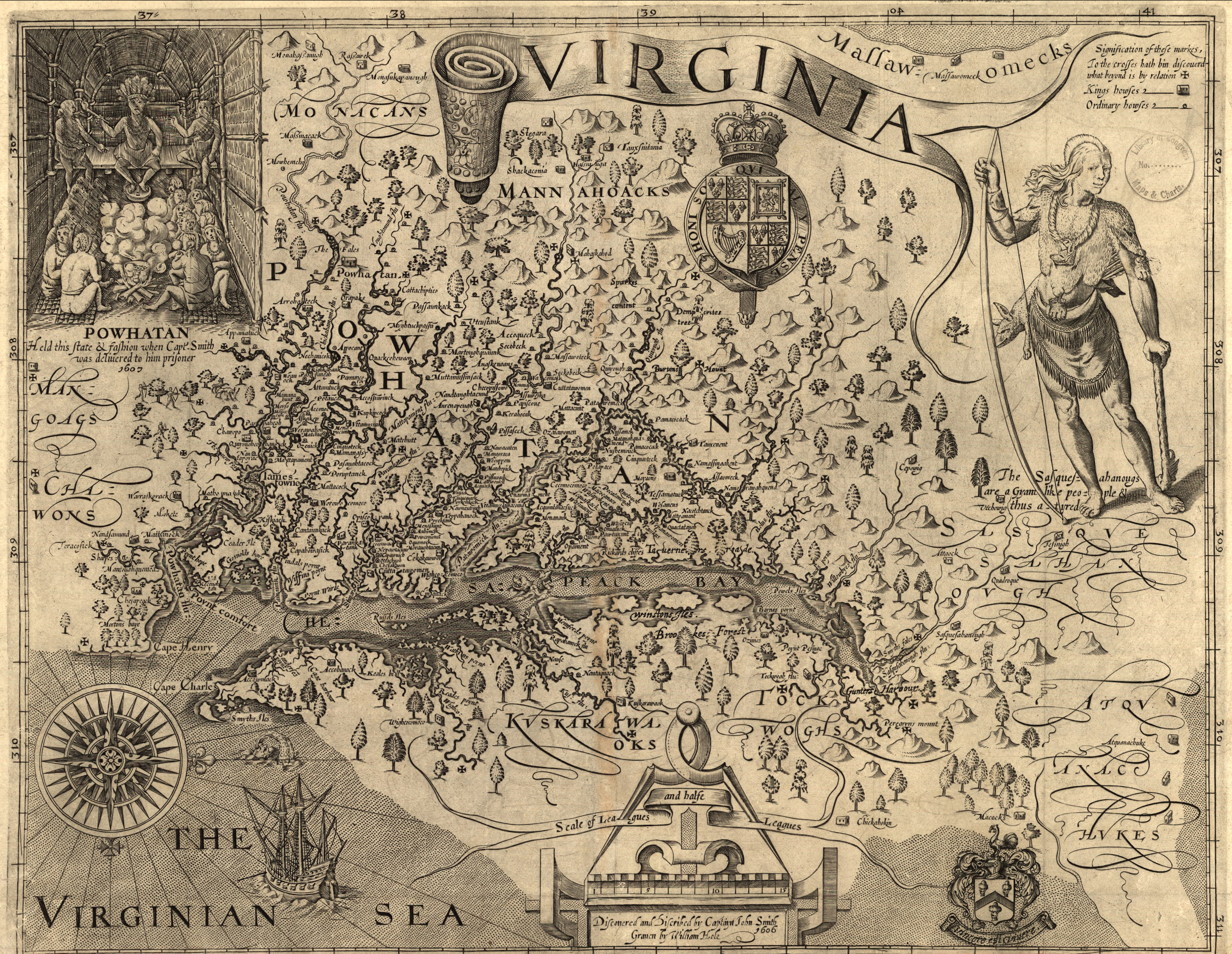
ジョン・スミスが出版したバージニアの地図 (1612年)

1614年、スミスは再びアメリカにわたり、この時はメインとマサチューセッツ湾の海岸を航行し、その地域をニューイングランドと名づけた。さらに1615年、2回目のニューイングランドへの旅を試みたが、アゾレス諸島でフランスの海賊に捕まえられた。スミスは数週間後に逃げ出し、フランスに戻った。そこでスミスはこの2回の旅行記をA Description of New Englandとして出版した。
その後のスミスはイギリスを離れることがなくなり、余生は著作の執筆に勤しんだあと、1631年に死んだ。

## ポカホンタスの美談
スミスの著書にある「ポカホンタスが身を挺（てい）してスミスを処刑から救った」という逸話については、スミスの著作が唯一の資料であり、1860年代以降、白人の間でその真相について疑いを表明する者が多くなった。その疑いの一つの理由は、バージニアに関する著作が2冊、早くに出版されたにも拘らず、この出来事に関する記述が無かったことである。ポカホンタスによって救われたということをスミスが書き記したのは、出来事から10年近い後の1616年、アン王妃にポカホンタスを威厳を持って待遇してくれるよう懇願した手紙の中のことであった。ポカホンタスはこの年から翌年にかけてイギリスに渡り国王に謁見していた。スミスの話を出版するまでの空白の時間は、スミスがポカホンタスの印象を強くするためにその出来事を誇張したか造り上げたという可能性がある。しかし、ルメイの最近の著作では、スミスが初期に出した本は主に地形や民俗学的な記述であり、個人的な経験を差し挟む余地が無かったので、1616年の時点まで出来事を記す理由が無かったとしている。
19世紀後半の著名なハーバードの歴史家ヘンリー・ブルックス・アダムズは、スミスの主張の中に英雄振りを見ようとした。アダムズは、スミスの述べるポカホンタスに関する話は徐々に潤色されていき、「現代には有り得ないような厚かましい嘘」を作り上げたと語った。スミスが誇張する傾向があったということでは、歴史家達が概ね一致するところであるが、スミスの証言はその人生の基本的真実を語ることでは首尾一貫していると思われる。アダムズのスミスに対する攻撃は、アメリカ南部の歴史の象徴を貶める試みであり、南北戦争に向かっていた時代の政治的背景を考えて動機付けられたものであった。アダムズの影響を受けてスミスを攻撃したジョン・パルフリーは、アメリカの基礎を築いたものとして南部の入植に対抗するニューイングランドの位置付けを評価していた。スミスの証言の真贋をめぐっては何世紀にも亘って議論が続けられることになった。
歴史家のカミラ・タウンゼンドは、同時代の人々の評価としてスミスが「評判のほら吹き」であり、大胆不敵さを装い、彼の仲間の移住者たちの中でもっともインディアンをこき使いたがる傾向を指摘している。
また、この逸話自体はオリジナルなものでもなく、実際にこの美談の「元ネタ」になったとみられるエピソードがスミス以前にある。1539年にアメリカ南東部を探検したスペイン人のエルナンド・デ・ソトは、フロリダで出会ったオランダ人捕虜のフアン・オルティスから「インディアンのヒッリヒグア酋長に生きたまま火焙りにされかけたが、酋長の娘の頼みで命を救われた」というまったく同じ筋書きの真偽不明の話を聞かされているのである。
この美談の中でスミスは「救出された」と述べているが、「実際には単に部族採用式としての、死と再生を象徴する儀式に加わっただけだ」とする専門家の意見が指摘されている。しかし、デイビッド・A・プライスが著した「ジェームズタウンの愛憎」では、これが単なる推測に過ぎずポウハタンの儀式に付いては（白人側には）ほとんど知られていないこと、北アメリカの他のインディアンにはそのような儀式に関する証拠がないことを挙げている。
これに対し、歴史家アンジェラ・L・ダニエル・“シルバースター”は、ポウハタン族の構成部族のひとつマッタポニ族のリンウッド・“リトルベアー”・カスタロー博士との共著の中で、ポカホンタスが当時11歳だったことを挙げ、「ポカホンタスは子供であり、子供がそのような式典・儀式に出席することは許されていない」と述べ、この記述を否定しており、さらにカスタロー博士の兄でマッタポニ族の酋長カール・“ローンイーグル”・カスタローは、この著書に寄せて、「インディアンに対する差別と、我々の見解が嘲笑されるのではないかという恐れのため、我々はこれまで、ポカホンタスの実話を語ることを考えてこなかった」と述べている。
また、スミスは「ポウハタン酋長が彼の処刑を命じた」と書いているが、そもそもインディアンの酋長は「指導者」ではなく、またインディアン社会に「処刑を命じる」ような権力者はいない。また、これが「儀式」だったとすれば、これを取り仕切るのは呪い師であって、酋長ではない。ポウハタン酋長が部族民にスミスの「処刑」を「命令する」というのもインディアンの社会ルールからして不自然である。
ジョン･スミスはインディアンの酋長を首長のような「部族長」ととらえ、終始一貫してそのように扱い、植民地拡大を有利にし、部族を支配するために酋長を人質にし、命令し、脅迫している。しかしインディアンの社会は合議制民主主義であり、酋長は「調停者」であって「支配者」ではない。植民地領土についてスミスがポウハタン酋長と取り決めをしたとしても、これは部族民の総意をとりつけたものではない。この地域のインディアンは、部族の決めごとはすべて「ロングハウス」という会議場の中で、「大いなる神秘」のもと、「会議の火」を囲んで「聖なるパイプ」を回し飲みし、酋長や部族民の合議のもとに決定するのである。そもそもスミス自身がインディアンの社会を理解していない。
スミスら白人がポウハタンの土地に上陸したとき、ポウハタン酋長たちポウハタン族はこの侵略者たちを歓待し、「兄弟」として食べ物を分け与え、彼らを援助した。インディアンのすべてを共有する文化のおかげで生き延びたスミスは、彼らを「裸の野蛮人」と呼び、謀略を駆使してその領土を奪い、虐殺したのである。
ポカホンタスの出身部族ポウハタン族のロイ・クレイジーホース酋長は、部族のHPで「ポカホンタスの神話」と題し、スミスやロルフが「ポウハタンを食い物にした」と述べ、またこのなかでロンドン時代に偶然スミスと会ったポカホンタスが激怒し、彼を「嘘つき」と叫んだ記録を指摘し、「スミスはロンドンで関心を得るためにこのような作り話を捏造したのだろう」としている。
真実が何であったにしろ、このポカホンタスとの出会いは、スミスを初めとするジェームズタウンの植民者とインディアンとの友好関係をほんの一時期だけ築いた。しかし、武力を背景とした白人の植民地拡大は、インディアンにとっては侵略に他ならなかった。白人と敵対するインディアン部族は次第に増え、植民地戦争はすぐに再開されていく。

## スミスの著作
インディアンを終始子供扱いし、「裸の野蛮人」と呼び続けたスミスは、この「野蛮人」についていくつか報告書を描いている。その内容は、合議制であるインディアンの社会を君主制の身分社会とし、酋長を「族長」とするデタラメなものである。

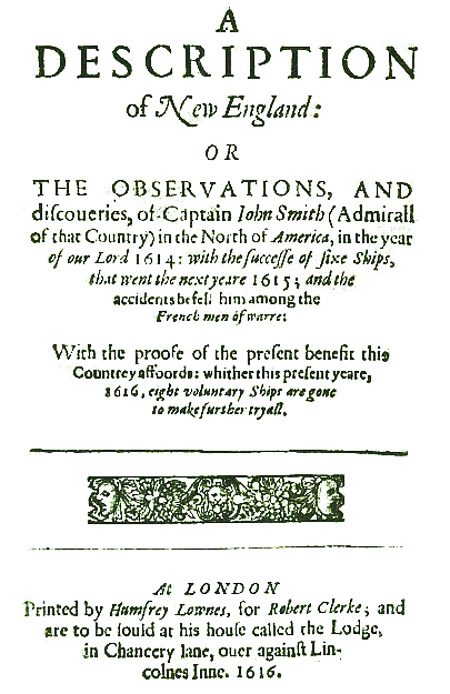
「ニューイングランドの解説」表紙

- A True Relation of Such Occurrences and Accidents of Note as Happened in Virginia (1608)
- A Map of Virginia (1612)
- The Proceedings of the English Colony in Virginia (1612)
- A Description of New England (1616)
- New England's Trials (1620, 1622)
- The General History of Virginia, New England, and the Summer Isles (1624)
- An Accidence, or the Pathway to Experience Necessary for all Young Seamen (1626)
- A Sea Grammar (1627) - 英語では初めての水夫の辞書
- The True Travels, Adventures and Observations of Captain John Smith (1630)
- Advertisements for the Unexperienced Planters of New England, or Anywhere (1631)

## ジョン・スミスの記念碑
スミス船長の記念碑はニューハンプシャー州海岸のスター島という小さな島にあるが現在破損したままである。1864年に建立されたが、この年はスミスがこの地を訪れてから250周年であった、最初の記念碑は背の高い柱が三角形の基礎の上に立っており、頂上に行くには花崗岩の支柱と頑丈な鉄の手摺りで囲まれた一連の階段があった。最初のオベリスクの頂上には3つの顔が彫られており、スミスがトランシルバニアで軍人として戦った期間に殺した3人のトルコ人の切断された頭を表していた 。
1914年、ニューハンプシャー州植民地戦争協会が、300周年を祝うために記念碑を部分的に修復して再度建て直した。この記念碑は荒々しい海岸の冬の気候に曝されて痛みが激しく、花崗岩に彫られた碑文はほとんど擦り切れてしまった。

## 映画の中のジョン・スミス
- ディズニーの1995年の映画『ポカホンタス』とそのビデオでの続編『ポカホンタスII/イングランドへの旅立ち』でジョン・スミスは主役の一人である。声優はメル・ギブソンであり、続編ではその弟のドナル・ギブソンが務めた。インディアン団体はスミスが王子様然として登場する姿に激しく反発し、現在も批判を続けている。

- スミスとポカホンタスはテレンス・マリック監督の2005年の映画『ニュー・ワールド』でも中心人物であり、配役はコリン・ファレルであった。